# Миле
Ми́ле (болг. Миле) — село в Смолянській області Болгарії. Входить до складу общини Мадан.

## Населення
За даними перепису населення 2011 року у селі проживали 20 осіб, з них 5 осіб (83,3%) — болгари.
Розподіл населення за віком у 2011 році:
Динаміка населення: